# صرواح

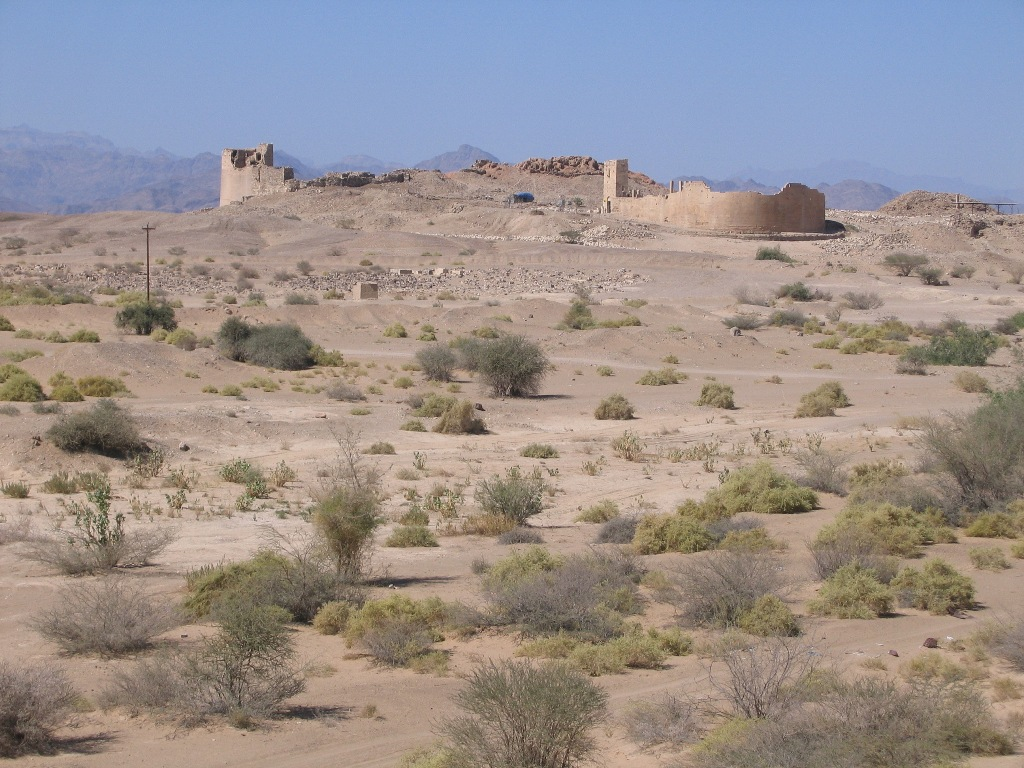
صرواح

 صرواح  به کسر صاد، نام سه مکان باستانی در کشور یمن است. اما مهم‌ترین آن‌ها شهر «صِرواح خولان العالیة» است.
«شهر صرواح» یکی از شهرهای باستانی یمن قدیم یعنی (یمن خوشبخت) به عربی «الیمن السعید» است. این شهر تاریخی در ۱۲۰ کیلومتری شمال شرقی شهر صنعا پایتخت یمن واقع شده‌است.
مورخ یمنی «احمد شرف‌الدین» در کتاب خود «اَلیَمَن وَالحَضَارَة» می‌نویسد: صرواح یکی از پایتخت‌های مملکت سبا بوده‌است، قبل از این که شهر مأرب به‌عنوان پایتخت برگزیده شود. و همچنین صرواح قرن‌ها یکی از مهم‌ترین شهرهای مملکت قطبان و سبأ بوده‌است. بسیاری از ملوک سبا در این شهر بناهای تاریخی و معبدهای گوناگون بنا نهاده اند که آثار برخی از آن‌ها هنوز باقی مانده‌است.
ذکر نام  صرواح  در اشعار بسیاری از شاعران عرب آمده‌است، شعرای زیادی در وصف این شهر باستانی سروده اند، بارزترین آنان: ابو محمد الحسن الهَمَدانی متوفی در قرن دهم میلادی، علقمة بن ذی جدن الخولانی و عامر بن احمد بن یزید القیسی و دیگر شاعران بنی خولان و غیره.
علقمة الخولانی چنین می‌سراید:
| أما دِیار بَنی خَولاَن فَمُنجـِدةً |  | وَالعِّزُ قَومی «بِصِرواح» دارَها الشَعَفُ |
| مِن بَعد آطَام عزی کان یَسکِنُهاَ |  | مِن مُلوک وَسادات لَهُم شَرَفُ          |

مورخ احمد شرف‌الدین می‌افزاید: صرواح الآن روستای کوچکی بیش نیست که در وسط وادی صرواح قرار دارد، و از توابع مالکیت قبیلهٔ جُهَم است.
این روستا در نزدیکی آثار سدی بزرگ که از دوران سبئیون برجای مانده‌است بنا شده است. سد مذکور در منطقهٔ (البناء) واقع است، باستان‌شناسان تاریخ بنای سد را قرن نهم قبل از میلاد برآورد کرده اند. این شهر در استان مأرب واقع شده است.

## مهم‌ترین اماکن باستانی صرواح
- القصر ، روستایی تاریخی و حصاربند، دیوار حصار آن از سنگهای سیاه کبریتی ساخته شده است و دارای چند قبر و یک چهارطاقی، و آثار ویرانهٔ معبدی در ضلع جنوبی روستا به چشم می‌خورد.
- الخریبة ، آثار قصری بسیار بزرگ، و معبد «المفة» یکی از معابد مشهور ملوک ذو ریدان وسبا، در این روستا واقع است. باقی‌ماندهٔ ستون‌های این معبد سر بر ابرها می‌ساید.

ارتفاع بعضی از ستون‌ها مابین ۷ تا ۸ متر می‌باشد، بر روی این ستون‌ها نام‌های بعضی از ملوک سبا کنده‌کاری شده است مانند؛ «یدع ال ذراع بن سمهل» مکرب دوم سبا (۸۲۰ _ ۸۰۰) قبل از میلاد، و «ملک وتار المکرب» (۵۴۰ - ۵۳۰) قبل از میلاد. و (کرب ال وتار بن الکرب ذمار (۶۲۰ - ۶۰۰) قبل از میلاد.